# Isolde Kunkel-Weber
Isolde Kunkel-Weber (* 16. Februar 1954 in Völklingen, Saarland) ist eine deutsche Gewerkschafterin und war Mitglied des ver.di-Bundesvorstandes.
Sie leitete bei der Vereinten Dienstleistungsgewerkschaft (ver.di) den Fachbereich Sozialversicherung. Die Verwaltungswirtin war Personalratsmitglied in der zentralen Asylbehörde im Saarland, bevor sie 1989 Geschäftsführerin der ÖTV Kreisverwaltung Neunkirchen/St. Wendel und 1991 stellvertretende Vorsitzende des ÖTV-Bezirks Saar wurde. 
Im März 2001 wurde Isolde Kunkel-Weber in den Bundesvorstand von ver.di gewählt und im Oktober 2003 im Amt bestätigt. Bei der ersten Bundesfachbereichskonferenz am 2./3. Juni 2003 in Magdeburg wurde Isolde Kunkel-Weber erneut zur Bundesfachbereichsleiterin gewählt. 
Sie war Mitglied der Kommission für moderne Dienstleistungen am Arbeitsmarkt (Hartz-Kommission). Daraufhin wurde sie beim Bundeskongress im 2007 erneut in dem Bundesvorstand gewählt, erhielt aber lediglich 59,3 % der Stimmen und erreichte damit den drittletzten Platz. 2015 hat sie nicht mehr für den Bundesvorstand kandidiert. Sie war von 2016 bis Juni 2019 Präsidentin des Europäischen Gewerkschaftsverbandes für den Öffentlichen Dienst.
Sie wohnt in Berlin.